# Radiograf
En radiograf er et menneske som udfører, leder, formidler og udvikler radiografi ift. udredning, behandling og screening. Definerende for radiografien er omsorgen for det unikke menneske. Når Radiografer laver billeddiagnostisk materiale, har de en humanistisk tilgang til patienter og pårørende, hvor begreber som omsorg, tillid, angst, tryghed og etik er kerneområder.
Radiografens virksomhedsfelt er bredt defineret og kan lige så vel foregå uden for hospitalets rammer som indenfor. Radiografen anvender fysikkens love for at kunne fremstille radiografisk billedmateriale, udføre strålebehandlinger og nuklearmedicinske undersøgelser skabt via røntgenstråler, radioaktive sporstoffer, magnetfelter og ultralyd. Som radiograf kommer man tæt på den enkelte patient – både fysisk og psykisk - hvilket kræver, at man på alle måder altid er parat til at hjælpe patienten, samt er yderst opmærksom på smitteveje.
En radiograf arbejder på sygehuse og røntgenklinikker, hvor vedkommende tager røntgenbilleder, laver ultralydsscanninger og strålebehandling, samt udfører CT- og MR-scanninger af patienter.
Betegnelsen på engelsk er Professional Bachelor Degree in Radiography.

## Uddannelsen
Uddannelsen til radiograf er en mellemlang videregående sundhedsuddannelse, der er normeret til 3½ år. Radiografuddannelsen læses på en Professionshøjskole, og fører frem til betegnelsen 'Professionsbachelor i Radiografi'. I slutningen af 2. studieår vælger man uddannelsesretning, hvilket betyder, at man specialiserer sig. Det forhindrer efter endt uddannelse dog ikke, at man kan søge job inden for de to andre uddannelsesretninger (Se afsnittet "Uddannelsesretninger).
Radiografuddannelsens syv semestre veksler mellem teoriperioder på en Professionshøjskole og praktikperioder i Radiologiske-, Stråleterapeutiske- og Nuklearmedicinske Afdelinger. Praktikperioderne er tilrettelagt, således at hver radiografstuderende i løbet af uddannelsen kommer til at arbejde med forskellige specialer indenfor bl.a. cancer, hjerte/ lunge-, mave/ tarm-, hjerne og nervebane-, knogle og ledsygdomme. Her kommer man som radiografstuderende til at deltage i og udføre radiologiske undersøgelser og behandlinger af patienter. Det betyder, at man kommer til at arbejde med både syge og raske mennesker. At udføre radiologiske undersøgelser kræver tæt kontakt til den enkelte patient, hvor lejring, forflytning, pleje og kommunikation er en stor del af hverdagen.

### Uddannelsen udbydes i fire byer
- Professionshøjskolen UCC i København (universitetsby)
- University College Lillebælt i Odense (universitetsby)
- Professionshøjskolen University College Nordjylland i Aalborg (universitetsby)
- Professionshøjskolen Absalon i Næstved

### Uddannelsesretninger[2]
- Radiografisk billeddiagnostisk retning
- Stråleterapeutisk retning
- Nuklearmedicinsk retning

## Adgangskrav
- Københavns Professionshøjskole[3]
- Professionshøjskolen Nordjylland/ University College Nordjylland[4]
- Erhvervsakademi- og Professionshøjskole/ University College Lillebælt[5]
- Professionshøjskolen Absalon [6]

Som radiografstuderende er man berettet til SU samt til at kunne optage SU-lån.

## Autorisation
Det er ifølge autorisationsloven forbudt at betegne sig ”Radiograf” uden Sundhedsstyrelsens autorisation.
I Danmark bærer både mænd og kvinder betegnelsen ”Radiograf”, eftersom der er tale om en statsautorisation med én titelbetegnelse. Ca. 75 procent af danske radiografer er kvinder, mens ca. 25 procent er mænd.

## Videreuddannelse

### Almindelige specialiseringer
- Specialist indenfor kvalitetssikring, patientsikkerhed, modaliteter, kontraststoffer, hygiejne mm
- Klinisk uddannelsesansvarlig
- Keyaccount manager
- Applikationsspecialist
- IT-specialist
- Leder
- Innovationsspecialist

### De mest almindelige formaliserede videreuddannelser
- Lektor: https://www.retsinformation.dk/eli/lta/2020/673
- Master og kandidat: https://www.ucn.dk/uddannelser/radiograf/efter--og-videreuddannelse
- Forsker, pHd: https://healthsciences.ku.dk/phd
- Sonograf: https://www.studyabroad.com/full-degree-england/ultrasound-sonography-technologies

- Beskrivende radiograf https://www.sdu.dk/da/uddannelse/efter_videreuddannelse/kurser/sundhed_medicin_pleje/beskrivende+radiograf

## Organisation og løn
Radiografer kan organiseres i forskellige fagforeninger, herunder Radiograf Rådet (RR) Radiografstuderende har også mulighed for at melde sig ind i RR, som er medlem af Sundhedskartellet. Radiografstuderende har tillige mulighed for at blive medlem af RSD - Radiografstuderende i Danmark. Det er ikke en forudsætning for at arbejde som Radiograf (eller -studerende) at være medlem af disse organisationer.

## Løn
Lønnen består af en basisløn som er en netto-løn, dvs. at pensionsindbetalinger kommer oveni basislønnen. Lønnen er overenskomstbestemt og forhandles i sundhedskartellet.
Ud over basisløn, er det muligt at opnå forskellige tillæg, som afspejler ens erfaringer og særlige opgaver/ansvarsområder. Yderligere er der diverse tillæg for vagtarbejde.

## Teoretisk grundlag
Den teoretiske undervisning giver radiografstuderende grundlaget for at virke i praksis, og indeholder et bredt udvalg af relaterede emner inden for naturvidenskab og humanisme:
Naturvidenskab
Udgangspunktet for al diagnostisk billedmateriale kræver viden inden for fysik , matematik, anatomi, fysiologi, patologi , mikrobiologi og hygiejne , klinisk biokemi, folkesundhedsvidenskab, videnskabsteori, farmakologi, jura og forskningsmetodologi
Humaniora
Udgangspunkt for alt arbejde med patienter i radiografens arbejde kræver en bred viden indenfor: pædagogik, sygeplejeteori, sociologi, videnskabsteori, psykologi, ergonomi, kommunikation og etik samt uniformsetikette
Den grundlæggende teoretiske undervisning foregår på en Professionshøjskole. Når man som radiografstuderende er i hospitalsklinik, læses samme type teori som på uddannelsesinstitutionen, men her arbejdes konkret med at omsætte teorien til praksis i både skift og i tale i det daglige arbejde med patienter.

## Radiografiens historie
D. 8. november 1895 opdagede den tyske fysiker Wilhelm Conrad Röntgen røntgenstrålen, som han kaldte ”X-stråler”.
Opfindelsen af røntgenrøret var starten på en enorm udvikling inden for billeddiagnostikken, og har fået afgørende betydning for folkesundheden i forhold til udredning, behandling og screening.
Røntgenafdelingerne tilbyder i dag andre typer af modaliteter udover konventionelle røntgenundersøgelser (røntgenbilleder af lunger og knogler) røntgenstråling, nemlig CT-scanninger computertomografi, ultralyd og MR-scanning, hvorfor afdelingerne ofte benævnes 'Billeddiagnostiske Afdelinger'. Røntgenundersøgelser bliver også brugt udenfor de billeddiagnostiske afdelinger ifm. operationer, hjerteundersøgelser, nuklearmedicinske undersøgelser, strålebehandlinger og til patienter der er for syge til at blive transporteret til en billeddiagnostisk afdeling.
Radiografer er samlet i fagforeningen Radiograf Rådet, som er medlem af Sundhedskartellet og FH (tidligere medlem af FTF).
Radiografer er endvidere underlagt Sundhedsvæsenets Patientklagenævn.